# Coppa delle Coppe 1988-1989
La Coppa delle Coppe 1988-1989 è stata la 29ª edizione della competizione calcistica europea Coppa delle Coppe UEFA. Venne vinta dal Barcellona nella finale disputata contro la Sampdoria.

## Turno preliminare
| Squadra 1   | Totale | Squadra 2 | Andata | Ritorno |
| ----------- | ------ | --------- | ------ | ------- |
| Bekescsabai | 4 - 2  | Bryne     | 3 - 0  | 1 - 2   |

## Sedicesimi di finale
| Squadra 1               | Totale | Squadra 2             | Andata | Ritorno |
| ----------------------- | ------ | --------------------- | ------ | ------- |
| Derry City              | 0 - 4  | Cardiff City          | 0 - 0  | 0 - 4   |
| Glenavon                | 2 - 7  | Aarhus                | 1 - 4  | 1 - 3   |
| Fram Reykjavik          | 0 - 7  | Barcellona            | 0 - 2  | 0 - 5   |
| Flamurtari              | 2 - 4  | Lech Poznań           | 2 - 3  | 0 - 1   |
| Inter Bratislava        | 2 - 8  | CSKA Sofia            | 2 - 3  | 0 - 5   |
| Omonia                  | 0 - 3  | Panathīnaïkos         | 0 - 1  | 0 - 2   |
| Roda Kerkrade           | 2 - 1  | Vitoria Guimarães     | 2 - 0  | 0 - 1   |
| Borac Banja Luka        | 2 - 4  | Metalist Kharkov      | 2 - 0  | 0 - 4   |
| Grasshopper Club Zürich | 0 - 1  | Eintracht Francoforte | 0 - 0  | 0 - 1   |
| Sakaryaspor             | 2 - 1  | Bekescsabai           | 2 - 0  | 0 - 1   |
| Mechelen                | 8 - 1  | Avenir Beggen         | 5 - 0  | 3 - 1   |
| Metz                    | 1 - 5  | Anderlecht            | 1 - 3  | 0 - 2   |
| Floriana                | 0 - 1  | Dundee Utd            | 0 - 0  | 0 - 1   |
| Dinamo Bucarest         | 6 - 0  | Kuusysi Lahti         | 3 - 0  | 3 - 0   |
| Carl Zeiss Jena         | 5 - 1  | Kremser               | 5 - 0  | 0 - 1   |
| Norrköping              | 2 - 3  | Sampdoria             | 2 - 1  | 0 - 2   |

## Ottavi di finale
| Squadra 1             | Totale | Squadra 2        | Andata | Ritorno         |
| --------------------- | ------ | ---------------- | ------ | --------------- |
| Cardiff City          | 1 - 6  | Aarhus           | 1 - 2  | 0 - 4           |
| Barcellona            | 2 - 2  | Lech Poznań      | 1 - 1  | 1 - 1 (5-4 dcr) |
| CSKA Sofia            | 3 - 0  | Panathīnaïkos    | 2 - 0  | 1 - 0           |
| Roda Kerkrade         | 1 - 0  | Metalist Kharkov | 1 - 0  | 0 - 0           |
| Eintracht Francoforte | 6 - 1  | Sakaryaspor      | 3 - 1  | 3 - 0           |
| Mechelen              | 3 - 0  | Anderlecht       | 1 - 0  | 2 - 0           |
| Dundee Utd            | 1 - 2  | Dinamo Bucarest  | 0 - 1  | 1 - 1           |
| Carl Zeiss Jena       | 2 - 4  | Sampdoria        | 1 - 1  | 1 - 3           |

## Quarti di finale
| Squadra 1             | Totale | Squadra 2     | Andata | Ritorno         |
| --------------------- | ------ | ------------- | ------ | --------------- |
| Aarhus                | 0 - 1  | Barcellona    | 0 - 1  | 0 - 0           |
| CSKA Sofia            | 3 - 3  | Roda Kerkrade | 2 - 1  | 1 - 2 (4-3 dcr) |
| Eintracht Francoforte | 0 - 1  | Mechelen      | 0 - 0  | 0 - 1           |
| Dinamo Bucarest       | 1 - 1  | Sampdoria     | 1 - 1  | 0 - 0           |

## Semifinali
| Squadra 1  | Totale | Squadra 2  | Andata | Ritorno |
| ---------- | ------ | ---------- | ------ | ------- |
| Barcellona | 6 - 3  | CSKA Sofia | 4 - 2  | 2 - 1   |
| Mechelen   | 2 - 4  | Sampdoria  | 2 - 1  | 0 - 3   |

## Finale
| Arbitro: | George Courtney |

|                        |           |  |
| Salinas 4’ Rekarte 80’ | Marcatori |  |

| Barcellona | Sampdoria |

| Barcellona    |    |                          |     |     |
|               |    |                          |     |     |
| POR           | 1  | Andoni Zubizarreta       |     |     |
| DIF           | 5  | Urbano Ortega            | 28’ |     |
| DIF           | 2  | José Ramón Alexanko (C)  |     |     |
| DIF           | 4  | Aloísio                  | 2’  |     |
| CEN           | 6  | Guillermo Amor           |     |     |
| DIF           | 4  | Luis Milla               |     | 60’ |
| CEN           | 8  | Eusebio Sacristán        |     |     |
| CEN           | 10 | Roberto                  |     |     |
| ATT           | 9  | Julio Salinas            |     |     |
| ATT           | 7  | Gary Lineker             |     |     |
| ATT           | 11 | Txiki Begiristain        |     | 74’ |
| Sostituzioni: |    |                          |     |     |
| CEN           | 15 | Miquel Soler             |     | 60’ |
| ATT           | 16 | Luis María López Rekarte |     | 74’ |
| Allenatore:   |    |                          |     |     |
| Johan Cruijff |    |                          |     |     |

| Sampdoria      |    |                     |  |     |
|                |    |                     |  |     |
| POR            | 1  | Gianluca Pagliuca   |  |     |
| DIF            | 2  | Moreno Mannini      |  | 27’ |
| DIF            | 5  | Marco Lanna         |  |     |
| DIF            | 4  | Fausto Pari         |  |     |
| DIF            | 6  | Luca Pellegrini (C) |  | 50’ |
| CEN            | 7  | Víctor Muñoz        |  |     |
| CEN            | 3  | Fausto Salsano      |  |     |
| CEN            | 8  | Toninho Cerezo      |  |     |
| CEN            | 11 | Giuseppe Dossena    |  |     |
| ATT            | 9  | Gianluca Vialli     |  |     |
| ATT            | 10 | Roberto Mancini     |  |     |
| Sostituzioni:  |    |                     |  |     |
| DIF            | 13 | Stefano Pellegrini  |  | 27’ |
| CEN            | 14 | Fulvio Bonomi       |  | 50’ |
| Allenatore:    |    |                     |  |     |
| Vujadin Boškov |    |                     |  |     |

## Classifica marcatori
| Gol |  |  | Giocatore          | Squadra         |
| --- |  |  | ------------------ | --------------- |
| 7   |  |  | Hristo Stoičkov    | CSKA Sofia      |
| 6   |  |  | Ljuboslav Penev    | CSKA Sofia      |
| 5   |  |  | Gianluca Vialli    | Sampdoria       |
|     |  |  | Roberto            | Barcellona      |
| 4   |  |  | Gary Lineker       | Barcellona      |
|     |  |  | Claudiu Vaișcovici | Dinamo Bucarest |
|     |  |  | Jimmy Gilligan     | Cardiff City    |

La classifica non tiene conto delle reti segnate nel turno preliminare.